# My House/These Sheets
My House/These Sheets è un singolo di Purple Disco Machine realizzato in collaborazione con James Silk e pubblicato il 12 giugno 2013.

## Tracce
1. Purple Disco Machine – My House – 6:10
2. James Silk – These Sheets – 6:57